# John de Lacy, II conde de Lincoln
John de Lacy, II conde de Lincoln ( c. 1192 - 22 de julio de 1240) fue condestable hereditario de Chester, séptimo barón de Pontefract, octavo barón de Halton y octavo señor de Bowland.

## Origen
Fue el primogénito y heredero de Roger de Lacy (1170-1211), condestable hereditario de Chester, y Maud de Clere (o Matilda) (no de la familia de Clare, Condesa de Gloucester).

## Carrera
Era condestable hereditario de Chester y en 1214 asumió el pago de 7.000 marcos al rey Juan en cuatro años, por la librea de su herencia, y para ser liberado de todas las deudas de su padre con el Tesoro Público, obligándose además por juramento, de que si dejaba de ser leal y se unía a los enemigos del rey, todas sus posesiones revertirían a la corona, prometiendo también no casarse sin autorización real. Por este acuerdo se dispuso que el rey conservaría los castillos de Pontefract y Dunnington, y que él, dicho Juan, debería permitir 40 libras por año, por la custodia de esas fortalezas. No obstante, al año siguiente consiguió la devolución de Dunnington, tras entregar rehenes.
Fue uno de los primeros en tomar las armas en la Carta Magna, y fue designado para velar por que los nuevos estatutos se llevaran a la práctica y se observaran en los condados de York y Nottingham. Fue uno de los veinticinco barones encargados de supervisar la observancia de Carta Magna en 1215.
Fue excomulgado por el Papa. Tras la ascensión de Enrique III (1216-1272), partió en peregrinación a Tierra Santa, y participó en el Sitio de Damieta (1218–19). En 1232 fue hecho Conde de Lincoln y en 1240, Gobernador de los castillos de Chester y Beeston. En 1237 su señorío fue uno de los designados para prohibir a Oto, el prelado del papa, establecer proposiciones derogatorias a la corona y dignidad del rey, en el concilio de prelados; y ese mismo año fue nombrado Sheriff de Cheshire, constituyéndose asimismo Gobernador del Castillo de Chester.
En la contienda que tuvo lugar en 1232 entre el rey y Richard Marshal, III conde de Pembroke, Conde Mariscal, Mateo de Paris afirma que el conde de Lincoln fue llevado a la fiesta del rey, con Juan de Escocia, Conde de Chester, por Peter des Roches, Obispo de Winchester, a cambio del pago de 1.000 marcos.

## Matrimonio y descendencia
Se casó dos veces:
- Primero en 1214 en Pontefract, con Alicia (m.1216, Pontefract), hija de Gilbert, señor de L'Aigle con quien tuvo una hija, Joan de Lacy.[3]
- En segundo lugar, en 1221 con Margaret de Quincy hija única y heredera de Robert de Quincy (hijo de Saer de Quincy, I conde de Winchester) y Hawyse de Blondeville / de Mechines, cuarta hermana y co-heredera de Ranulph de Blondeville / de Mechines, IV Conde de Chester, Conde de Lincoln. Ranulfo concedió el Condado de Lincoln a su hermana Hawyse, "con el fin de que pudiera ser condesa, y que sus herederos también pudieran disfrutar del condado"; la concesión fue confirmada por el rey, y a petición especial de Hawyse, John de Lacy recibió la licencia real para suceder a de Blondeville y por carta fechada en Northampton el 23 de noviembre de 1232, fue creado Conde de Lincoln, para él y los hijos que tuviera con Margarer de Quincy.[1]

Por el segundo matrimonio de John tuvo un hijo y dos hijas, incluyendo:
- - Edmund de Lacy, Barón de Pontefract, hijo y heredero;
  - Maud de Lacy, esposa de Richard de Clare, VI Conde de Gloucester.[4]

Margaret sobrevivió a John y se volvió a casar dos veces, con Walter Marshal, conde de Pembroke en 1242, y c. 1252 con Richard de Wiltshire. No tuvo descendencia concon ninguno de sus cónyuges.

## Muerte y entierro
Murió el 22 de julio de 1240 y fue enterrado en la Abadía de Stanlow, en el condado de Chester. El monje Mateo de Paris, registró: "El día 22 de julio, en el año 1240, que era el día de Santa Magdalena, John, Conde de Lincoln, después de sufrir una larga enfermedad, siguió  el camino de toda carne". 